# Grenant
Grenant és un municipi francès situat al departament de l'Alt Marne i a la regió del Gran Est. L'any 2007 tenia 153 habitants.

## Demografia

### Població
El 2007 la població de fet de Grenant era de 153 persones. Hi havia 76 famílies de les quals 32 eren unipersonals (24 homes vivint sols i 8 dones vivint soles), 24 parelles sense fills, 16 parelles amb fills i 4 famílies monoparentals amb fills.
La població ha evolucionat segons el següent gràfic:
Habitants censats

### Habitatges
El 2007 hi havia 116 habitatges, 77 eren l'habitatge principal de la família, 13 eren segones residències i 26 estaven desocupats. Tots els 116 habitatges eren cases. Dels 77 habitatges principals, 62 estaven ocupats pels seus propietaris, 14 estaven llogats i ocupats pels llogaters i 1 estava cedit a títol gratuït; 1 tenia dues cambres, 14 en tenien tres, 25 en tenien quatre i 37 en tenien cinc o més. 58 habitatges disposaven pel capbaix d'una plaça de pàrquing. A 44 habitatges hi havia un automòbil i a 25 n'hi havia dos o més.

### Piràmide de població
La piràmide de població per edats i sexe el 2009 era:
| Homes | Edats   | Dones |
| ----- | ------- | ----- |
| 0     | 95 o +  | 0     |
| 0     | 90 a 94 | 0     |
| 0     | 85 a 89 | 4     |
| 0     | 80 a 84 | 4     |
| 4     | 75 a 79 | 0     |
| 4     | 70 a 74 | 0     |
| 0     | 65 a 69 | 8     |
| 16    | 60 a 64 | 8     |
| 8     | 55 a 59 | 8     |
| 8     | 50 a 54 | 8     |
| 4     | 45 a 49 | 4     |
| 12    | 40 a 44 | 4     |
| 12    | 35 a 39 | 12    |
| 0     | 30 a 34 | 0     |
| 4     | 25 a 29 | 0     |
| 4     | 20 a 24 | 4     |
| 12    | 15 a 19 | 8     |
| 12    | 10 a 14 | 4     |
| 0     | 5 a 9   | 12    |
| 0     | 0 a 4   | 0     |

## Economia
El 2007 la població en edat de treballar era de 105 persones, 70 eren actives i 35 eren inactives. De les 70 persones actives 63 estaven ocupades (38 homes i 25 dones) i 7 estaven aturades (6 homes i 1 dona). De les 35 persones inactives 12 estaven jubilades, 4 estaven estudiant i 19 estaven classificades com a «altres inactius».

### Ingressos
El 2009 a Grenant hi havia 81 unitats fiscals que integraven 162 persones, la mediana anual d'ingressos fiscals per persona era de 12.629 €.

### Activitats econòmiques
Dels 4 establiments que hi havia el 2007, 2 eren d'empreses de fabricació d'altres productes industrials, 1 d'una empresa de construcció i 1 d'una empresa de transport.
L'any 2000 a Grenant hi havia 12 explotacions agrícoles que ocupaven un total de 364 hectàrees.

## Poblacions més properes
El següent diagrama mostra les poblacions més properes.